# Alessandro Safina

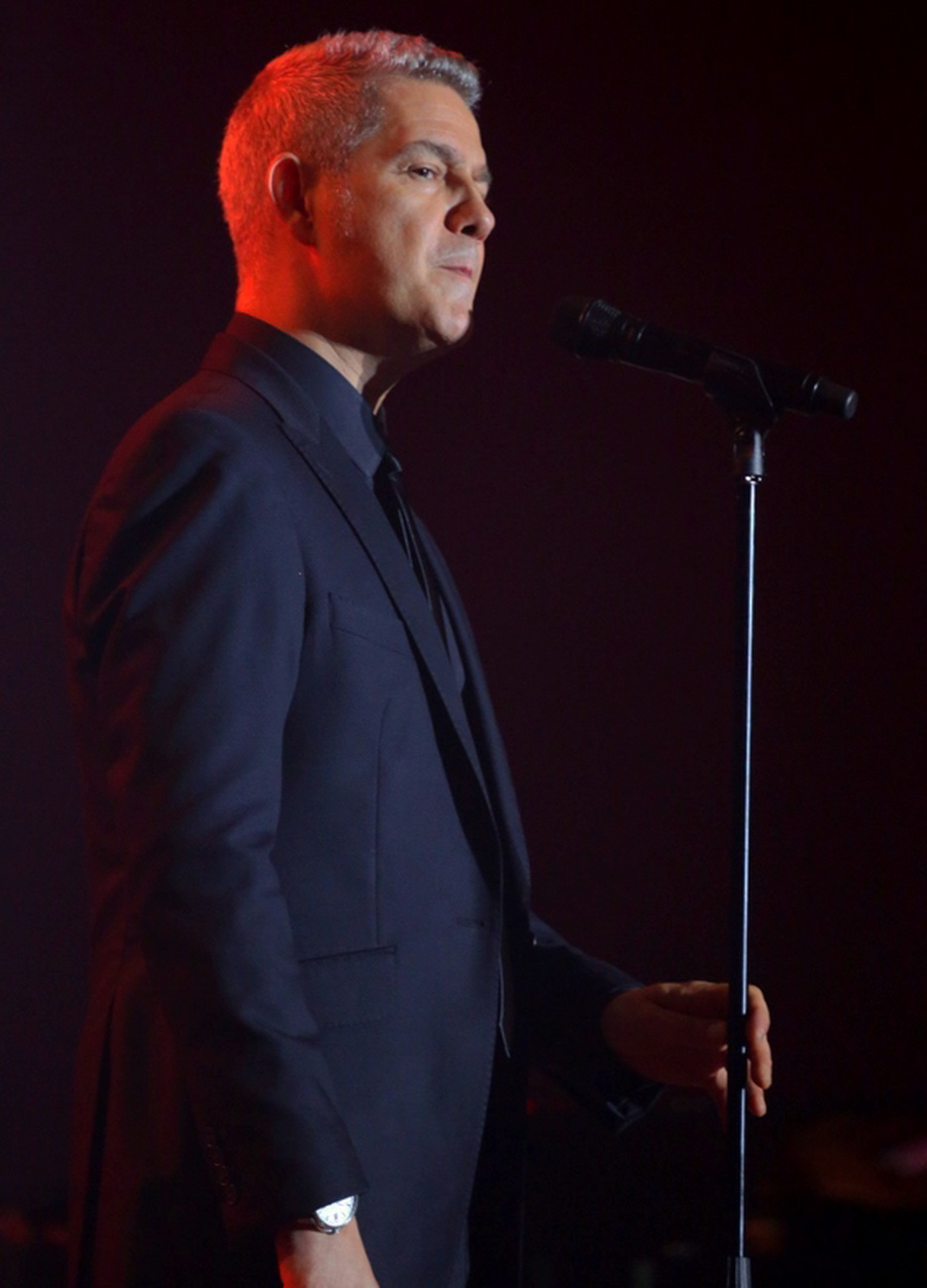
Alessandro Safina (2015)

Alessandro Safina (* 14. Oktober 1963 in Siena, Italien) ist ein italienischer Opernsänger (Tenor).

## Leben und Karriere
Mit 17 Jahren begann Safina sein Studium am Konservatorium „Luigi Cherubini“ in Florenz, Italien. Als klassischer Opernsänger trat er in verschiedenen Opernhäusern mit berühmten Opern wie La Bohème von Puccini, Der Barbier von Sevilla von Rossini, Der Liebestrank von Donizetti, Eugen Onegin von Tschaikowski und vielen anderen auf.
In der Mitte der 1990er Jahre beschloss Alessandro Safina, sich in einem neuen Genre weiterzuentwickeln, welches er selbst als Opera-Rock bezeichnet. In dieser Phase nahm er sein erstes Album „Insieme A Te“ mit dem bekannten italienischen Pianist und Komponist Romano Musumarra auf. Das Lied „Luna“ aus diesem Album ist weltberühmt geworden und blieb 14 Wochen lang im Spitzenbereich der holländischen Charts.
2001 sang Alessandro Safina das Lied Your Song von Elton John zusammen mit dem schottischen Schauspieler Ewan McGregor für den Soundtrack zum Film Moulin Rouge von Baz Luhrmann.
Im September 2001 fand sein Freiluft-Konzert mit dem Titel Only You im „El Greco“ Amphitheater in Taormina statt, das vom amerikanischen Sender PBS im Rahmen der Serie „Great Performances“ aufgezeichnet wurde und später als DVD erschien.
Im November 2001 trat Alessandro Safina (zusammen mit anderen weltberühmten Sängern wie Elton John und Jennifer Lopez) und für Königin Elisabeth II. in der 73. Royal Variety Performance auf. 2002 zeichnete Elton John sein Lied Your Song ein zweites Mal im Duett mit Alessandro Safina für die Charity Foundation Sport Relief auf. Es wurde im November 2013 im UK mit einer Silbernen Schallplatte ausgezeichnet.
Neben seiner Gesangskarriere versuchte er sich auch als Schauspieler in Tosca E Altre Due als Mario Cavaradossi und als er selbst in einer brasilianischen Serie O Clone.
Alessandro Safina sang Duette mit Jose Carreras, Sarah Brightman, Petra Berger und vielen anderen. Er betreibt aktive Konzerttätigkeit in der ganzen Welt, seit 2010 mit einem Fokus in den GUS-Staaten. Sein Repertoire besteht aus modernen Kompositionen, klassischen Arien und Neapolitanischen Liedern.
Neben Klassik hört Alessandro Safina gerne U2, Genesis, Depeche Mode und The Clash. Aus der Ehe mit Lorenza Mario hat er einen Sohn Pietro (geb. 2002).

## Diskografie

### Alben
- 1999: Insieme A Te
- 2001: Alessandro Safina
- 2003: Musica Di Te
- 2007: Sognami
- 2014: Dedicated

### Livealben
- 2001: Live in Italy „Only you“

### Singles (Auswahl)
- 1999: Luna
- 1999: Insieme A Te
- 2001: Your Song (mit Ewan McGregor; UK: Silber)
- 2003: Incanto
- 2007: Bile Bile (mit Sezen Aksu)
- 2009: Sarai qui (mit Sarah Brightman)
- 2009: Canto della terra (mit Sarah Brightman)
- 2014: The Godfather: Parla Più Piano
- 2014: Suite jazz 1 & 2: la nave va
- 2014: Notre-Dame De Paris : Le Temps Des Cathédrales
- 2014: Vincerò
- 2014: Ah l'amuri
- 2017: Dans cette étable (mit Carole Samaha)
- 2018: Mare Mare
- 2019: Fiore (mit Sumi Jo)
- 2019: Синяя вечность (mit Emin Ağalarov)